# 半島を出よ
『半島を出よ』（はんとうをでよ）は、2005年に幻冬舎から刊行された村上龍の長編小説である。2007年に幻冬舎文庫から文庫版が出版された。
三人称で章ごとに日本国政府から北朝鮮特殊部隊員まで多彩な人物の視点で進行する。執筆にあたっては膨大な参考資料を用い、脱北者へのインタビューも行われている。第59回毎日出版文化賞及び第58回野間文芸賞を受賞。単行本の装丁は鈴木成一デザイン室、表紙にはIKONOSによる福岡上空写真に高橋和海撮影の「ヤドクガエル」が重ねられている。
2006年4月3日、韓国の『中央日報』はクァク・キョンテク監督が日韓共同で映画化するとの記事を掲載した。

## 書誌情報
- 単行本
  - 村上龍『半島を出よ』 上巻、幻冬舎、2005年3月25日。ISBN 978-4-344-00759-8。
  - 村上龍『半島を出よ』 下巻、幻冬舎、2005年3月25日。ISBN 978-4-344-00760-4。
- 文庫版
  - 村上龍『半島を出よ』 上巻、幻冬舎〈幻冬舎文庫〉、2007年8月10日。ISBN 978-4-344-41000-8。
  - 村上龍『半島を出よ』 下巻、幻冬舎〈幻冬舎文庫〉、2007年8月10日。ISBN 978-4-344-41001-5。
    - 巻末に島田雅彦による解説を付す。

## 章題
章題の下に視点人物名を記す。

### 上巻
1. prologue 1――2010年12月14日　川崎　ブーメランの少年
  - ノブエ:川崎市の緑地公園のホームレス
2. prologue 2――2010年3月21日　平壌　朝鮮労働党三号庁舎・第一映写室
  - パク・ヨンス:金正日政治軍事大学日本語教授
3. introduction 1――2011年3月3日　見逃された兆候
  - 鈴木憲和:内閣情報調査室内閣情報集約センター付き庶務班副班長
4. introduction 2――2011年3月19日　待ち受ける者たち
  - タテノ:イシハラグループの少年。殺傷用ブーメランを操る。
5. phase one 1――2011年4月1日　九人のコマンド
  - ハン・スンジン:福岡潜入作戦隊長、後に高麗遠征軍司令官
6. phase one 2――2011年4月2日　種のないパパイヤ
  - チャン・ボンス:高麗遠征軍情報課員
7. phase one 3――2011年4月2日　ゾンビの群れ
  - キム・ハッス:福岡潜入作戦副官
8. phase one 4――2011年4月2日　アントノフ2型輸送機
  - 河合英明:内閣情報調査室国際部門朝鮮半島班
9. phase one 5――2011年4月2日　宣戦布告
  - ヤマダ:イシハラグループの少年。肩にミッキーの刺青。
10. phase two 1――2011年4月3日　封鎖
  - パク・ミョン:高麗遠征軍作戦課統治実務担当
11. phase two 2――2011年4月3日　円卓の騎士たち
  - 山際清孝:内閣官房副長官
12. phase two 3――2011年4月4日　夜明け前
  - 横川茂人:西日本新聞社会部記者
13. phase two 4――2011年4月5日　大濠公園にて
  - チェ・ヒョイル:高麗遠征軍警察隊隊長

### 下巻
1. phase two 5――2011年4月6日　死者の船
  - モリ:イシハラグループの少年、肩にミニーの刺青。
2. phase two 6――2011年4月7日　赤坂の夜
  - 甲斐智則:総務省総合行政ネットワーク局局長
3. phase two 7――2011年4月8日　退廃の発見
  - チョ・スリョン:高麗遠征軍宣伝教導課、NHK福岡で高麗遠征軍の宣伝番組に出演。
4. phase two 8――2011年4月9日　処刑式
  - 黒田元治:国立病院機構九州医療センター呼吸器内科副部長
5. phase two 9――2011年4月10日　「良い旅を」
  - シノハラ:イシハラグループの少年、カエルやクモや毒ムカデを大量に飼育。
6. phase two 10――2011年4月11日　通報者
  - 尾上知加子:福岡市役所建築局施設建設課主任
7. phase two 11――2011年4月11日　美しい時間
  - ヒノ:イシハラグループの少年、建設現場で働いた経験を持ち、空調や配管の知識を持つ。
8. phase two 12――2011年4月11日　天使の白い翼
  - キム・ヒャンモク:高麗遠征軍兵站需品課
9. epilog 1――2011年4月14日　赤坂
  - 三条政洋:赤坂のバーの店主、元官僚。
10. epilog 2――2014年5月5日　崎戸島
  - 世良木容子:国立病院機構九州医療センター皮膚科医師、同院名誉顧問・世良木勝彦の孫。
11. epilog 3――2014年6月13日　姪浜
  - イワガキ:中学2年生

## 内容
prologue 1
2011年。日本は経済・財政が破綻し失業者が急増、さらに外交にも失敗し国際社会で孤立していた。アメリカはそれまでの日米同盟最重視路線から、アジア諸国との等距離外交に舵を切り、地域内での新たな安全保障体制を築かせようとしたが、日本はその意図を、アメリカが日本を切り捨て中国に接近したものと読み違えてしまう。日本国内は右から左まで嫌米ムードに包まれていた。なお、この時の政権党は、政界再編により民主党と自民党の若手及び改革派が結集した「日本緑の党」である。
prologue 2
一方、北朝鮮・金正日体制はアメリカとの友好路線を取っていた。朝鮮労働党内の保守反米派が反乱することを恐れた朝鮮労働党主流派は、日本を侵略しそこへ保守反米派を送り込もうと目論む。作戦のコードネームは、「半島を出よ」。作戦は3つの段階を踏んで進められる。なお、作戦の進行度合は章題に反映されている。
作戦第1段階(phase 1)
ハン・スンジン率いる北朝鮮の特殊部隊員9名が漁船で福岡に侵入し、プロ野球の試合が行われている福岡ドームを制圧。日本政府に対し福岡上空の航空警戒を解除することを要求する。この時特殊部隊員たちは、自分たちの身分を「北朝鮮の反乱勢力」と宣言する。これに対し日本政府はすぐさま安全保障会議を招集するが、選挙前で首相や内閣官房長官をはじめとした閣僚はほぼ地元に帰っており、内閣官房副長官・山際清孝が主となって対応を検討する。しかし何ら有効な策を打てないまま時は過ぎていく。やがて首相や閣僚たちが到着するが、依然として対策を取れないままである。会議中、鈴木憲和や、到着した首相に無策を理由に罷免されるもその場に居残った山際は、会議が何を最優先にするべきなのかすら決めぬまま、場当たり的な思考を繰り返すだけの場となっていることに気付く。
作戦第2段階(phase 2)
北朝鮮の兵士を乗せた旧式の複葉機（アントノフ2型輸送機）が大挙して福岡に向かってくる。自衛隊の能力を持ってすれば容易に撃墜可能であるにもかかわらず、政府は福岡ドームの人質の人命を犠牲にする選択を取れずに大量の北朝鮮兵士が上陸することをみすみす許してしまう。北朝鮮の兵士たちはシーホークホテルに本部を、福岡ドームと国立病院機構九州医療センターに挟まれた広場を野営地として接収。「高麗（こりょ）遠征軍」を名乗る。高麗遠征軍は福岡県知事や福岡市長を本部に呼び寄せ恫喝、記者会見において、今後福岡は高麗遠征軍と市民の協力により統治されること、最終的には日本からの独立を目指すという旨を発表させる。一方日本政府は高麗遠征軍をテロ組織として扱い一切の交渉を断ち、また、高麗遠征軍が日本各地に工作員を潜入させたというデマゴーグを受けて福岡を封鎖する。さらに日本政府は国連や、アメリカをはじめとする諸外国に援助を求めるが、「国家による侵略は行われていない。高麗遠征軍は武装しているものの難民である」といった理由で拒絶される。北朝鮮政府は高麗遠征軍を反乱軍であるためその活動については一切関知しないと宣言する。
高麗遠征軍は統治のための資金を作るため、不正医療行為や人身売買など違法行為により富を得た者を「重犯罪人」として逮捕、その預金を没収する。一方で一般住民に対しては柔和に接し、そのため福岡市民の中には、高麗遠征軍は停滞し続ける社会状況を打破する存在であるとして歓迎する向きさえ起こり始める。高麗遠征軍がある重犯罪人を大濠公園で逮捕しようとした際、日本政府が密かに送り込んだ大阪府警のSATが逮捕に赴いた高麗遠征軍警察隊員を襲撃。警察隊隊長チェ・ヒョイルの殺害に成功するも、その後の戦闘によりSATは全滅、さらに戦闘には公園を訪れていた一般市民が多数巻き込まれてしまう。戦闘終了後、累々たる死体や、吹き飛ばされた子どもの腕の映像が日本全国に放映され、国民に強い衝撃を与える。一方で福岡市民には、高麗遠征軍の統治開始後一切死者が出ていなかったにもかかわらず、事前通告もなしに日本政府が起こした戦闘により死者が出たことにより、日本政府に対する憎悪の感情が巻き起こり、逆に高麗遠征軍に対する信頼感が高まる。
高麗遠征軍はNHK福岡放送局に広報番組枠を設け、宣伝教導課のチョ・スリョンが出演することになる。彼の甘いマスクや語り口が人気を博し、高麗遠征軍に対する親近感はより高まっていく。また、番組でチョ・スリョンと組んだNHKの女子アナウンサーはチョ・スリョンに恋愛感情を抱く。
姪浜の倉庫群に、詩人・イシハラと彼を慕う少年たちが暮らしていた。少年たちはいずれも過去に凶悪犯罪を犯すなどの暗い過去を持っていた。イシハラや少年たちは、初めのうち高麗遠征軍に好感を抱いていたが、やがて高麗遠征軍を打倒すべく動き出す。少年たちはそれぞれ特殊な能力を持っており、更にイシハラのもとには少年の他にタケイという中年男性が居着いていた。彼はテロリストに憧れて中東のテロ組織で訓練を受けるも全くついていけなかったという男だったが、テロ組織とのネットワークを築くことには成功しており、帰国後は会社を経営する傍らで銃や手榴弾などの武器を収集していた。イシハラグループはそれらの武器を用いて高麗遠征軍を襲撃しようと考えるが、タケイの武器収集は趣味的な部分が多かったため世界中のいろいろな武器が1つずつしかなく、銃弾や使用法に互換性がないため実戦的な使用価値がないと判断される。なお、この際少年の一人が錯乱状態に陥りグループの一人を射殺してしまう。
代わりの襲撃手段として、少年たちは各々の能力を活かすことを思い立つ。グループには爆弾を製造できる者と建築の知識が豊富な者がいたため、高麗遠征軍の本部となっているシーホークホテルを、その鉄骨を爆破・破壊することによって倒壊させ、さらには倒壊による瓦礫の落下や衝撃波によって野営地の兵士たちをも全滅させる作戦を練り上げる。
少年たちはイシハラを残して出発する。シーホークホテルには、暴走族のバイクに乗って潜入した。「高麗遠征軍最高！」「高麗遠征軍に入れて下さい！」などと朝鮮語で喚きながらバイクを乗り回す暴走族を見た高麗遠征軍の兵士たちは、それをただの馬鹿の集まりと思い警戒を解いてしまったのだった。油断に乗じて少年たちはシーホークホテル潜入に成功する。
少年たちは高麗遠征軍が使用していなかったレストランに侵入、ダクトから毒を持つ生物を高麗遠征軍兵士の集まる大宴会場に向け投入、混乱に陥れることに成功する。そして少年たちは上層階に潜入、計画通り鉄骨に爆薬を仕掛けていく。作業は順調に進行していくものと思われた。
高麗遠征軍の経済活動を補佐するため福岡市役所から出向していた尾上知加子は、子どもの通う幼稚園の母親仲間から、暴走族がシーホークホテルに不審な集団を連れ込んだらしいという情報を聞きつけた。知加子はその情報を高麗遠征軍の将校キム・ハッス少佐に漏らし、少佐は直ちに兵士たちにホテル内の捜索を命ずる。捜索は、兵士たちが4機のエレベーターに分乗、最上階から巡回し、1フロアを確認し終えたらまた全員がエレベーターで1つ下の階に降り、そのフロアを巡回し…、という手順で進められる。やがて兵士たちは、イシハラグループの少年たちが作業を進めている階に迫ってきた。少年たちは、そのまま作業を進める者と銃を持って兵士の到着を迎撃する者に分かれる。さらに、エレベーターの前には遠隔操作型の地雷を設置する。兵士たちが少年たちのいるフロアに到着すると地雷が爆発、多数の兵士を殺害することに成功する。しかし生き残った兵士も少なくなく、少年たちとの間で戦闘が開始される。少年たちは死者を出しながらも兵士を全滅させ、地下駐車場からのホテル脱出を図る。ホテル脱出後、野営地の高麗遠征軍から銃撃をうけながらも最終的に3名の少年が生き延びる。そしてシーホークホテルは爆破され、高麗遠征軍も2名を残し全滅する。
作戦第3段階(phase 3)
なお、高麗遠征軍の壊滅により実行されなかった作戦の第三段階(phase3)では、北朝鮮に待機していた後続の軍団（朝鮮労働党保守反米分子）が船で福岡に送り込まれそのまま定住、福岡の独立が断行される計画であった。船団はすでに出港していたが、中国軍による遠征軍壊滅の警告を受け引き返した。
なお、本作の主要登場人物の一人である詩人のイシハラと本作冒頭で視点人物となるホームレスのノブエは、過去の村上龍作品『昭和歌謡大全集』の主要登場人物である。また、「北朝鮮コマンドが博多を占領する」というアイデアは、『共生虫ドットコム』（2000年、講談社）における嶋田将司との対談で、村上の口から出ている。